# Biała Podlaska (Landgemeinde)
Die gmina wiejska Biała Podlaska ist eine selbständige Landgemeinde in Polen im Powiat Bialski in der Woiwodschaft Lublin. Ihr Sitz befindet sich in der kreisfreien Stadt Biała Podlaska.

## Geografie

### Geografische Lage

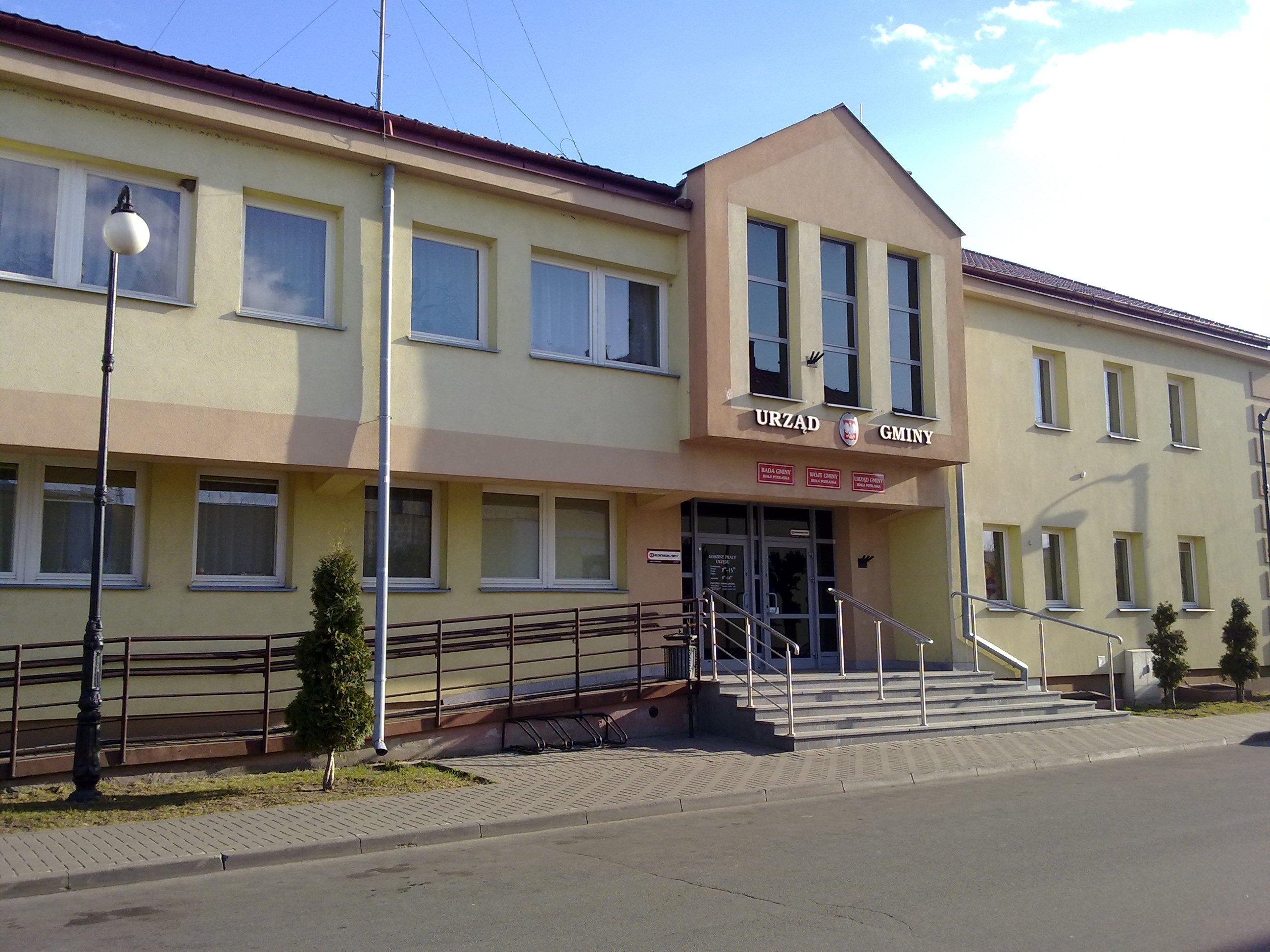
Verwaltungsgebäude in Biała Podlaska

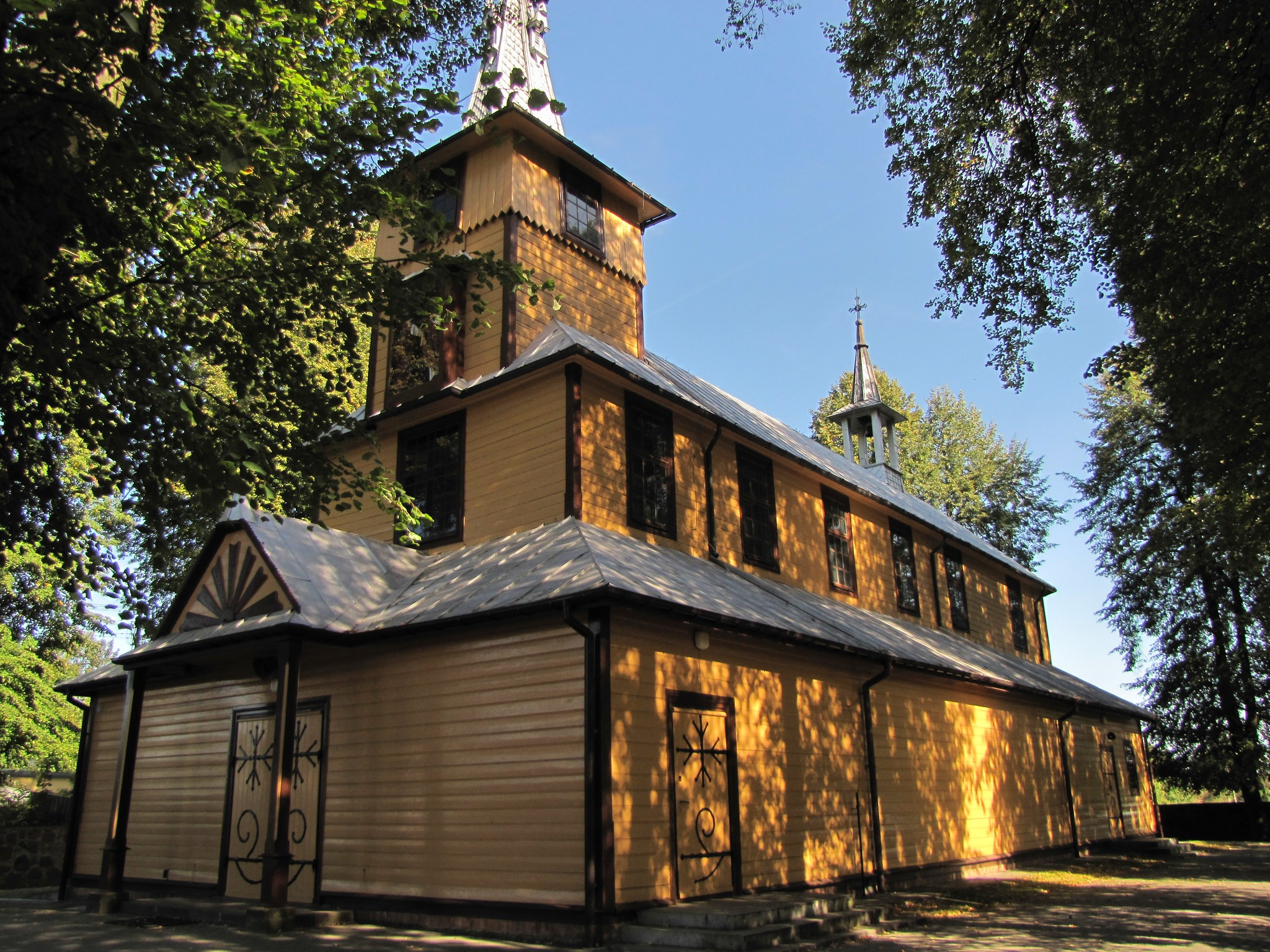
Holzkirche in Swory

Holzkirche in Hrud

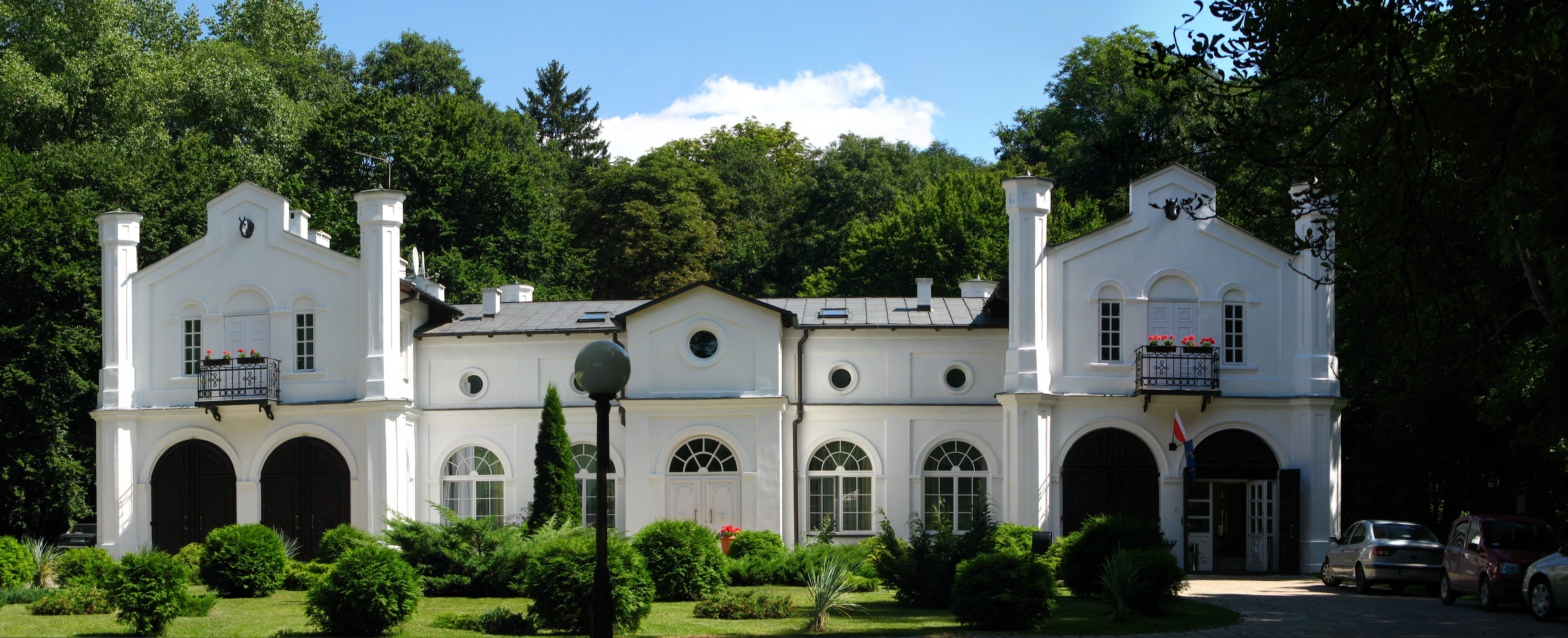
Gutshaus in Roskosz

Die Landgemeinde (Gmina) umfasst die Stadt Biała Podlaska in allen Himmelsrichtungen. Sie liegt etwa in der Mitte des Powiats Bialski.
Kleinere Flüsse auf Gemeindegebiet sind die Krzna und ihr Nebenfluss Klukówka.

### Gemeindegliederung

#### Schulzenämter
| Cełujki Cicibór Duży Cicibór Mały Czosnówka Dokudów Drugi Dokudów Pierwszy Grabanów Grabanów-Kolonia Hola Hrud Husinka Janówka Jaźwiny | Julków-Zacisze Kaliłów Krzymowskie Lisy Łukowce Michałówka Młyniec Ortel Książęcy Drugi-Ogrodniki Ortel Książęcy Pierwszy Perkowice Pojelce Porosiuki Pólko Rakowiska | Roskosz Sitnik Sławacinek Nowy Sławacinek Stary Styrzyniec Surmacze Swory Sycyna Terebela Wilczyn-Kamieniczne Woroniec Woskrzenice Duże Woskrzenice Małe Wólka Plebańska Zabłocie |

#### Ortschaften ohne Schulzenamt
| Franopol Grabarka Hulanka Kępa Kijowiec Koślawe Krąglik | Planowa Podłąka Podszosa Smolne Piece Sycyna (kolonia) Terebela (kolonia) | Tolusin Woskrzenice Duże (kolonia) Woskrzenice Małe (kolonia) Wozareckie Pieńki Zagóra Zielone |

## Geschichte
Im Zuge der 3. Teilung Polens kam die Region 1795 an die Habsburgermonarchie. 1809 wurde sie Teil des von Napoleon installierten Herzogtums Warschau und 1815 Teil des zum Zarenreich gehörenden Kongresspolen. 1919 wurde das Gebiet Teil der Zweiten Polnischen Republik und im Zweiten Weltkrieg 1939 bis 1944 von der Wehrmacht besetzt.
Von 1975 bis 1998 gehörte die Landgemeinde zur Woiwodschaft Biała Podlaska.

## Sehenswürdigkeiten
- Holzkirche in Cicibór Duży
- Friedhof in Cicibór Duży
- Holzkirche in Hrud
- Holzkirche in Swory
- Holzkirche in Woskrzenice Duże
- Kirche in Ortel Książęcy Drugi
- Gutshaus in Roskosz

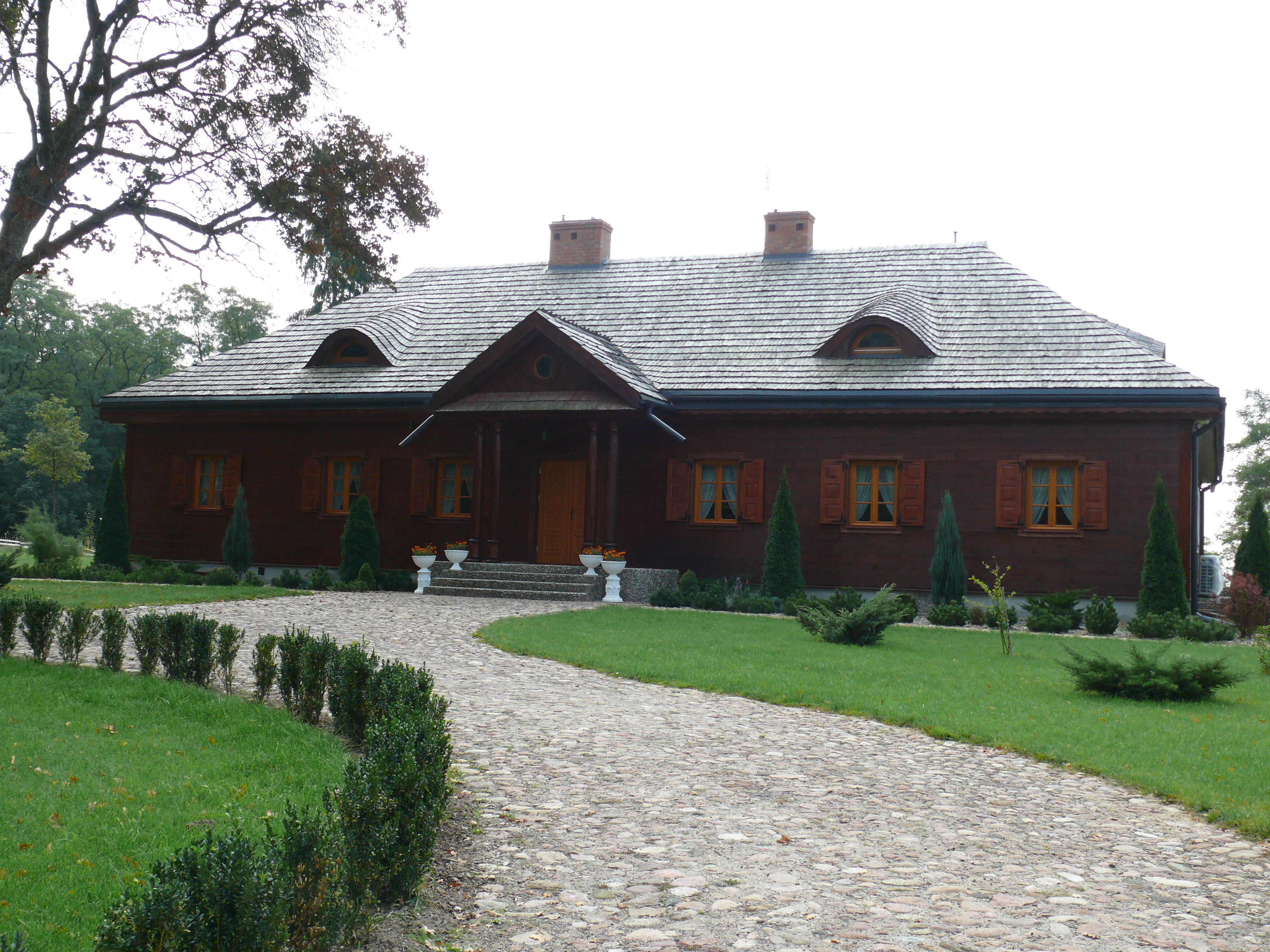
Gutshaus in Woskrzenice Duże

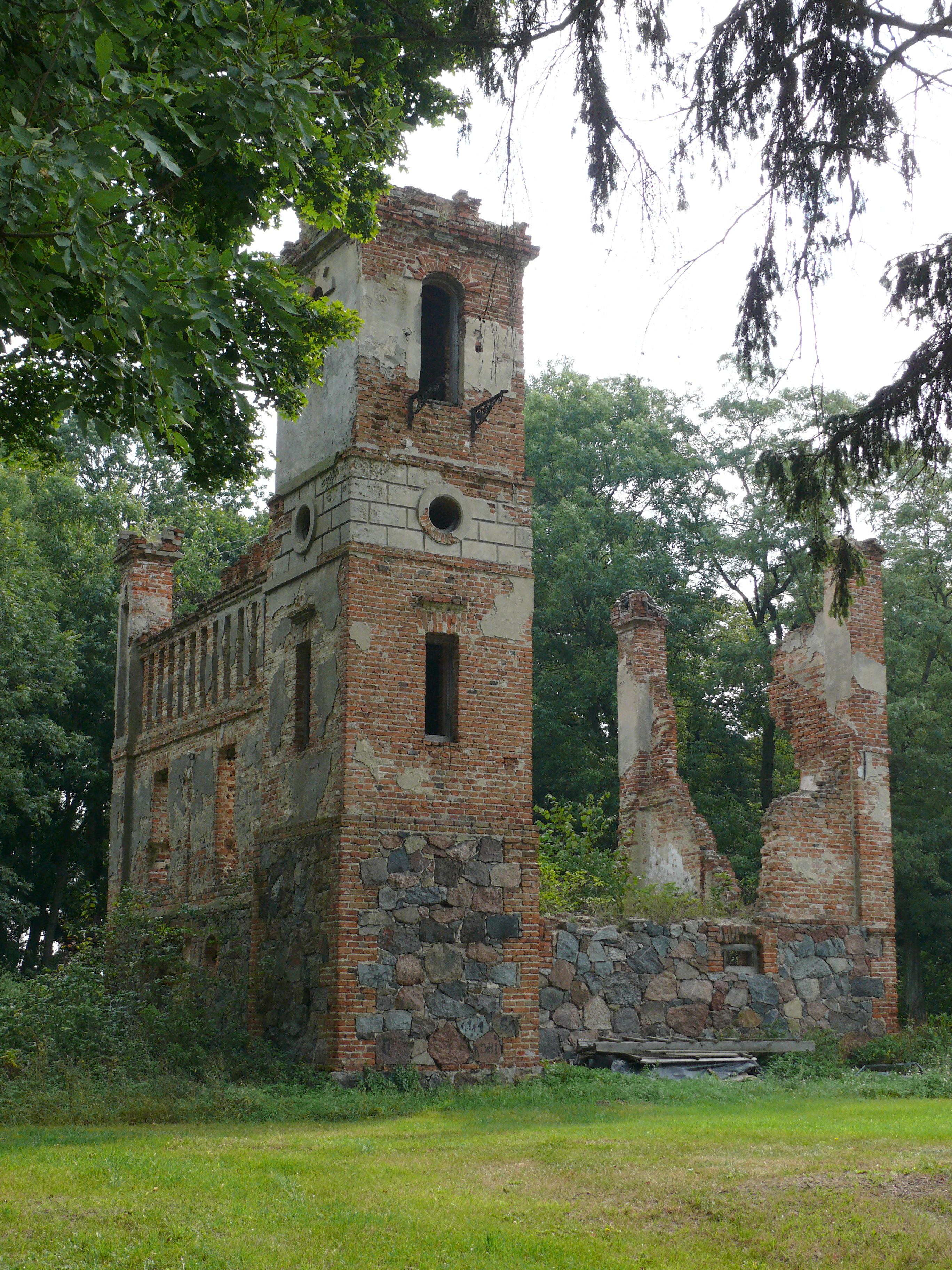
Ruinen und Park in Woskrzenice Duże

- Schloss (um 1865) und Park in Wilczyn
- Gutshaus in Woskrzenice Duże
- Gutshaus und Park in Woroniec
- Ruinen und Park in Woskrzenice Duże
- Orthodoxer Friedhof in Sycyna